# Стадион Национале ПНФ
Стадион Национале ПНФ (итал. Stadio Nazionale del PNF), Национални стадион Националне фашистичке партије, је био вишенаменски стадион у Риму, Италија. Био је домаћин три од 17 утакмица Светског првенства у фудбалу 1934, укључујући финале између Италије и Чехословачке 10. јуна 1934.
Стадио Назионале је изграђен 1911. године, а реновиран је 1928. за међународну утакмицу Италија–Мађарска.
Стадион је затворен 1953. и замењен је стадионом Фламинио 1957. године.

## Историја стадиона
Стадион је изграђен 1911. године за прославу педесете годишњице уједињења Италије и преуређен 1927. године, под називом Стадио дел Партито Национале Фашиста (Estadio Nacional del Partido Nacional Fascista), партије чије се седиште налазило у близини стадиона Национале. Стадион је затворен је 1953. а срушен 1957. године, како би се направио простор за нови стадион, Стадион Фламинио.

## Светско првенство у фудбалу 1934.
Стадион Национале ПНФ је био домаћин три утакмице Светског првенства у фудбалу 1934, укључујући и финалне утакмице.
| Датум         | Време (UTC+01) | Тим бр. 1    | Рез.           | Тим бр. 2        | Коло          | Посета |
| ------------- | -------------- | ------------ | -------------- | ---------------- | ------------- | ------ |
| 27. мај 1934. | 16:00          | Италија      | 7–1            | Сједињене Државе | Осмина финала | 25.000 |
| 3. јун 1934.  | 16:30          | Чехословачка | 3–1            | Немачка          | Полуфинале    | 15.000 |
| 10. јун 1934. | 17:00          | Италија      | 2–1 (п. с. н.) | Чехословачка     | Финале        | 55.000 |